# 일본의 행정 구역
일본의 행정 구역은 광역 자치 단체인 도도부현과 기초 자치 단체인 시정촌(특별구를 포함)으로 구성되어 있다. 시의 일부는 행정상의 정령지정도시나 특례시, 중핵시 등으로 지정되어 있다.

## 광역 자치 단체
일본의 광역 자치 단체는 총 47개로, 1개의 도(都), 1개의 도(道) , 2개의 부(府 후[*]) , 43개의 현(県 켄[*])으로 이루어져 있다. 이들을 통틀어 도도부현(일본어: 都道府県 도도후켄[*], Prefectures)이라고 부르며, 일본의 최상위 행정 구역을 이룬다.

## 중간 행정 구역

### 지청
지청(일본어: 支庁)은 도도부현이 각 지방 내에서 행정 사무의 편의를 위해 관할 구역을 정하여 설치하는 하위 기관이다.

### 군
군(일본어: 郡)은 율령제 시대부터 율령국 하에 존재하던 역사적 행정 구역으로, 1878년 군구정촌 편제법으로 행정 단위가 되었으나 1920년 시정촌 제도가 도입된 이래로 행정적 의미를 잃어 오늘날에는 주소명 등 일부 사례에만 사용되고 있다.

## 기초 자치 단체
시정촌(일본어: 市町村 시초손[*])은 도도부현의 하위에 놓이는 기초 자치 단체인 시(일본어: 市), 정(일본어: 町), 촌(일본어: 村)을 묶어 이르는 말이다. 《일본 지방자치법》 2조 3항에서는 ‘기초적인 지방공공단체’라고 규정하고 있다. 도쿄도에는 시정촌에 해당하는 특별구가 있는데, 이를 포함해 시구정촌(일본어: 市区町村 시쿠초손[*])이라고 부르기도 한다.

### 시
시(市)는 기초자치단체의 일종이다. 정이나 촌이 시로 지정되기 위하여서는 인구가 5만 명이 넘고 인구의 60% 이상이 도시 구역 내에 거주하며 상공업에 종사하여야 한다. 정이나 촌과 달리 군(郡)의 하위에 놓이지 않는다. 2019년 기준 일본 전국에 791개의 시가 설치되어 있다. 시는 규모에 따라 다음과 같은 특별 지위를 부여받을 수 있다.
- 정령지정도시(일본어: 政令指定都市)는 《일본 지방자치법》 제12장 제1절 제252조의19 제1항의 규정에 기하여 정령으로 지정된 시이다. 《지방자치법》에서는 '지정도시'라고 표현하고 있지만, 정령으로 지정된다는 의미에서 일반적으로 ‘정령지정도시’라고 부른다. 줄여서 '정령시' 또는 '지정시'라고 부르기도 한다. 하위에 (도쿄도의 특별구와는 달리 자치 정부가 없는) 구(区)를 설치할 수 있다.
- 중핵시(일본어: 中核市)는 《일본 지방자치법》 제12장 제1절 제252조의22 제1항의 규정에 기하여 정령으로 지정된 시이다. 정령지정도시가 관할할 수 있는 사무 중 도도부현이 담당하는 것이 적당한 사무를 제외한 기타 생활·복지 등의 사무를 담당할 수 있다.
- 특례시(일본어: 特例市)는 《일본 지방자치법》 제12장 제1절 제252조의 26의 3 제1항의 규정에 기하여 정령으로 지정된 시이다. 중핵시가 처리하는 사무 가운데 도도부현이 일체적으로 처리하는 것이 적합한 사무를 제외한 사무(환경 행정, 도시 계획, 건설 행정 등)를 처리할 수 있다.

### 정
정(町)은 기초자치단체의 일종이다. 일반적으로 인구가 시의 지정 조건인 5만 명보다 적고, 도도부현에서 정하는 최소 기준을 넘기는 지역이 정이 된다. 2019년 기준 일본 전국에 743개의 정이 있다.

### 촌
촌(村)은 기초자치단체의 일종이다. 주로 인구가 적은 농촌 지역이다. 전근대에는 일본 전역에서 최소 지방 구획을 이루었으나 메이지 시대 대규모 합병으로 그 수가 크게 줄었고 근현대에 시정촌의 합병이 계속 진행되며 2019년 기준 183개의 촌만이 남아 있다.

## 최하위 행정 구역
다음은 시정촌보다 하위에 존재하는 구역으로, 실제 행정적 의미가 약하거나 없으며 주소명 등 일부 사례에만 사용된다.
- 조초(町丁)는 주로 시(市) 등의 도심부에 설치되는 하위 구역으로, 대략 한국의 동에 상당하다. 구획을 더 상세히 구분할 필요가 있을 때는 더 하위에 초메(丁目)를 설치하기도 한다.
- 오아자(大字)는 도심부가 아닌 지역에 설치되는 하위 구역으로, 대략 한국의 리에 상당하다. 그 유래는 대부분 메이지 시대 대합병 이전에 존재하던 전통적 촌(村) 구분을 남겨둔 것이다. 간혹 하위에 고아자(小字)라는 더 작은 구획이 놓이기도 하는데, 이는 주로 메이지 대합병 이전의 토지 구분이던 자(字)를 남겨둔 것이다.